# Agathia luzonensis
Agathia luzonensis là một loài bướm đêm trong họ Geometridae.